# PHL-16
El PHL-16, también conocido como PCL-191, es un sistema de lanzacohetes múltiple (MRL) autopropulsado montado en camión desarrollado por la República Popular China.

## Desarrollo
Está basado en el LMR AR-3 desarrollado por Norinco. El AR-3 se comercializó en 2010. El PHL-16 se presentó durante el Desfile del Día Nacional de China en 2019; a diferencia de otros sistemas de cohetes presentes en el desfile, los vehículos no estaban etiquetados.

## Diseño
Los vehículos lanzadores funcionan con una batería de potencia de fuego. El sistema también es capaz de funcionar de forma autónoma. Una batería típica incluye seis vehículos lanzadores, varios vehículos de recarga, un vehículo de puesto de mando, un vehículo de reconocimiento meteorológico y otros vehículos de apoyo al servicio.

### Cohetes
A diferencia del anterior PHL-03, que está cargado con un tipo fijo de munición, el nuevo PHL-16 tiene dos células de lanzamiento modulares, que pueden transportar diferentes tipos de munición. Cada celda de lanzamiento puede transportar cinco cohetes de 300 mm o cuatro cohetes de 370 mm. La versión de exportación del nuevo lanzacohetes múltiple, el AR-3, puede incluso cambiar al misil balístico táctico Fire Dragon 480 de 750 mm y al misil antibuque TL-7B de 380 mm. Esta capacidad posiblemente se transfiera a las variantes del PLA.
La configuración mostrada durante el Desfile del Día Nacional de 2019 fue con 8 cohetes de 370 mm.

### Chasis
El chasis del vehículo se basa en el chasis de vehículo con ruedas especiales WS2400 8×8 de 45 toneladas.

## Historial operativo
En febrero de 2023, el PHL-16 fue observado en despliegue por el 73.º Grupo de Ejército del Comando del Teatro Oriental, responsable del área del Estrecho de Taiwán.